# Kamov Ka-26
O Kamov Ka-26 (Nome na OTAN: Hoodlum) é uma helicóptero soviético utilitário leve com rotores contra-rotativos coaxiais.

## Desenvolvimento
O Ka-26 entrou em produção em 1969, onde foram produzidos cerca de 816 unidades até 1985. Teve uma variante com motor turboeixo singular que foi denominada como Kamov Ka-126, teve também uma variante com dois motores turboeixo denominada Kamov Ka-226. Todas estas versões recebem a designação da OTAN de Hoodlum.

## Design
A fuselagem consiste em uma carenagem em forma de "bolha" fixa onde ficam os assentos do piloto e do co-piloto, mais uma removível e variável caixa do tipo Medevac, também possui variantes para passageiros e para pulverização agrícola. O helicóptero pode levar esta caixa ou não atracada na parte de trás do cockpit.
A principal fraqueza do Ka-26 é o sua motorização. Ele é motorizado por dois motores radiais a pistão Vedeneyev M-14 V-26 de 325 cv (239 kW) cada montados em nacelas laterais. Estes motores a pistão, embora mais sensíveis que os motores turboeixo modernos, são intensivos de manutenção. O Ka-26 é sub-potenciado com estes motores radias, especialmente quando utilizado para pulverização de plantações, onde excede a sua capacidade de carga para o serviço. Nenhum outro helicóptero no mundo voa com 95% de capacidade de motores para este regime de voo. Isto deixa o piloto com pouca reserva de potência de motores para emergências. Devido a sobrecargas frequentes , a interconexão do eixo dos motores tem que ser sempre inspecionada.

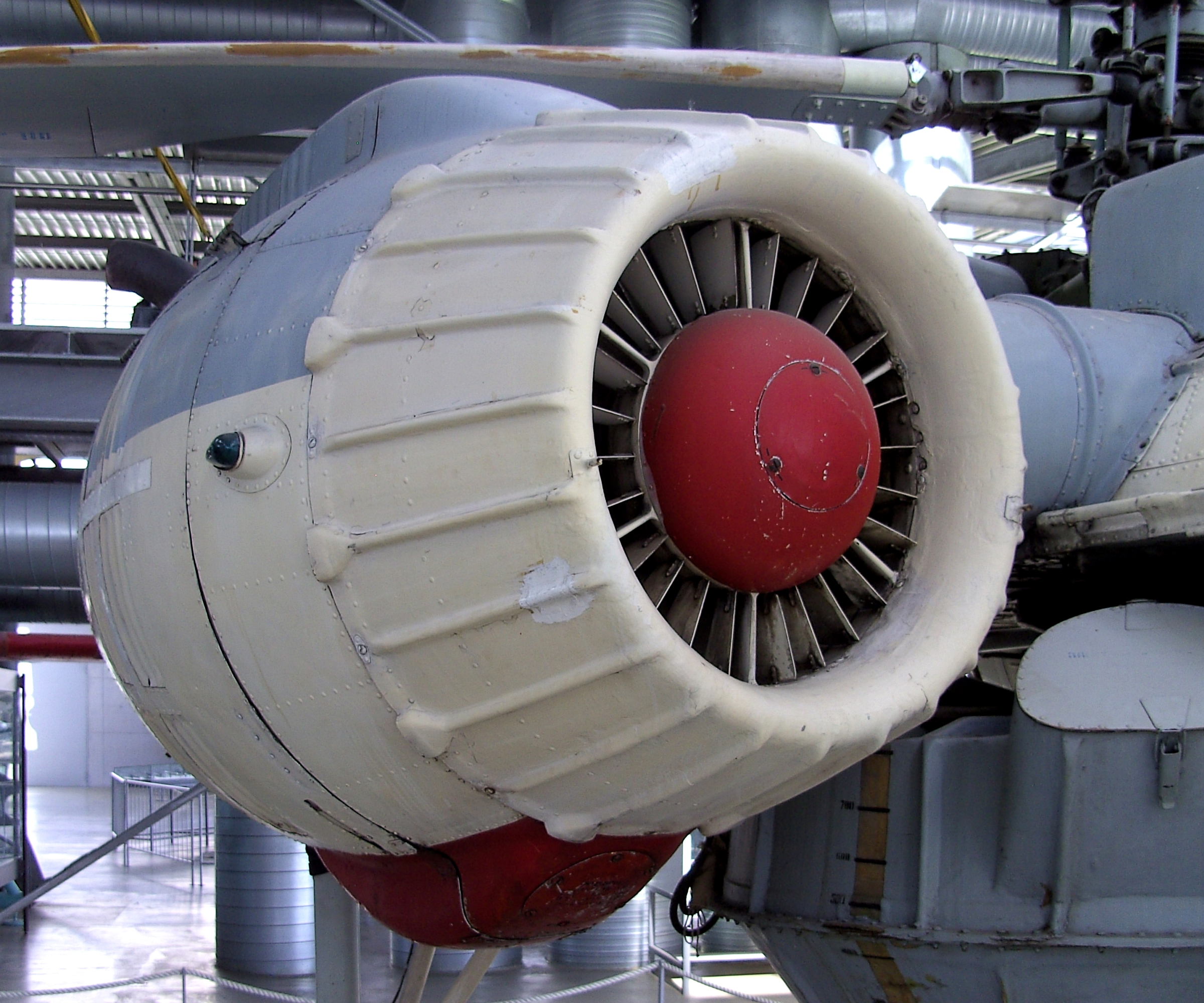
Motor Vedeneyev M-14 V-26.

Por causa destas limitações do Ka-26, a União Soviética e a Romênia concordaram sob o Comecon em produzir uma variante com motor simples, este foi denominado de Kamov Ka-126, este modelo teve melhor aerodinâmica e alcance.
Os instrumentos de voo do Ka-26 são similares aos Kamovs de uso naval o que para os usuários civis do modelo gera um excesso de informações.

## Variantes
Ka-26 Hoodlum-A
Versão utilitária para um ou dois tripulantes, motorizado por dois motores a pistão Vedeneyev M-14 V-26 de 352 cv. 850 construídos.
Ka-26SS
Versão de teste paro o Kamov Ka-118 de tecnologia NOTAR equipado com feixes de jato na cauda.
Ka-126 Hoodlum-B
Versão utilitária para um ou dois tripulantes, motorizado por um motor turboeixo OMKB "Mars" (Glushenkov) TVD-100  de 750 cv (552 kW). Primeiro voo em 1986, desenvolvido e construído pela empresa Industria Aeronautică Română (IAR) da Romênia. 2 protótipos e 15 modelos de série produzidos.
V60
Um protótipo de helicóptero leve armado para escolta baseado no Ka-126.
Ka-128
Um protótipo motorizado por um motor turboeixo Turbomeca Arriel 1D1 de 722 cv (531 kW).
Kamov Ka-226
Helicóptero utilitário de seis ou sete lugares, motorizado por dois motores turboeixo Rolls-Royce (Allison ) 250-C20R/2 de 450 cv (331 kW) cada.

## Operadores
Rússia
- Gazpromavia[1]

 Roménia
- West Copter[2]

 Hungria

### Operadores antigos
Bulgária
- Força Aérea da Bulgária[3][4]

 Mongólia
- Força Aérea da Mongólia[5]

 Lituânia
- Serviço de Guarda de Frenteira da Lituânia[6] (até 2003)

 Hungria
- Força Aérea da Hungria[7][8]

 Sri Lanka
- Força aérea do Sri Lanka[9]